# Clarac (Altos Pirenéus)
Clarac é uma comuna francesa na região administrativa de Occitânia, no departamento dos Altos Pirenéus. Estende-se por uma área de 6,36 km². Em 2010 a comuna tinha 178 habitantes (densidade: 28 hab./km²).